# Segan
Segan és una antiga caseria esparsa, i actualment una extensa partida rural, de l'antic terme d'Hortoneda de la Conca, de l'actual de Conca de Dalt, al Pallars Jussà. Associada a Hortoneda, era a la capçalera del torrent de Llabro. És a quasi 4 quilòmetres a l'est-sud-est d'Hortoneda.
Juntament amb Herba-savina, Hortoneda, el Mas de Vilanova o Vilanoveta i Pessonada formava aquest terme d'Hortoneda de la Conca. Actualment està del tot despoblat.
Avui dia és un conjunt de bordes, les “Bordes de Segan”, que compta amb les bordes de Manyac, de Guerra, de Cardet, d'Arrullat, de Jaume de Sana, de Carrutxo, del Xinco, i les restes d'algunes altres més, a prop i al sud-oest de Sant Cristòfol de Montpedrós.
La partida rural de Segan consta de 74,2877 hectàrees de pastures, matolls i zones improductives.